# Вадъявож
Вадъявож — река в России, протекает по Троицко-Печорскому району Республики Коми. Устье реки находится в 10 км от устья реки Верхний Пидж по левому берегу. Длина реки составляет 12 км.
Река вытекает из таёжного озера Яков-Олек-Вад в 15 км к северо-востоку от Троицко-Печорска. Течёт на север, всё течение проходит по ненаселённому заболоченному таёжному лесу, на берегах несколько охотничьих изб и бараков. Впадает в Верхний Пидж в 6 км к юго-востоку от деревни Русаново.

## Данные водного реестра
По данным государственного водного реестра России относится к Двинско-Печорскому бассейновому округу, водохозяйственный участок реки — Печора от истока до водомерного поста у посёлка Шердино, речной подбассейн реки — Бассейны притоков Печоры до впадения Усы. Речной бассейн реки — Печора.
Код объекта в государственном водном реестре — 03050100112103000060252.